# Noors
Het Noors (norsk) is een Noord-Germaanse of Scandinavische taal met ongeveer 4,5 miljoen sprekers. Het is een officiële taal in Noorwegen.
Het Noors is nauw verwant aan de andere twee vasteland-Scandinavische talen, het Deens en het Zweeds. Deze drie talen zijn onderling redelijk verstaanbaar. Twee andere Scandinavische talen, het IJslands en het Faeröers, vertonen echter sterkere afwijkingen tegenover deze drie talen.
Het Noors heeft twee officiële schrijftalen: Bokmål en Nynorsk. Naast de officiële schrijftalen zijn er veel dialecten. Hoewel de meeste dialecten meer op Nynorsk dan op Bokmål lijken, wordt Nynorsk door een minderheid van de bevolking (ongeveer 15%) als schrijftaal gebruikt, de rest gebruikt Bokmål.
Anders dan in andere landen is het in Noorwegen sociaal meer geaccepteerd om dialect te spreken. Er is niet zoiets als een 'algemeen beschaafd Noors', met uitzondering van het Standard Østnorsk ("standaard oostnoors"), dat maar door een zeer beperkt aantal Noren wordt gebruikt. Op de televisie en radio wordt door omroepers en nieuwslezers van de staatsomroep NRK een gesproken vorm van een van de twee schrijftalen gehanteerd.
Het Noors wordt geschreven met het Deens-Noors alfabet, dat 29 letters heeft, met na de z de drie letters: æ, ø en å. De letters c, q, w, x en z worden, net als in het Deens, alleen gebruikt in leenwoorden.

## Geschiedenis van het Noors
Oorspronkelijk werd in alle Scandinavische landen dezelfde taal gesproken: het Oernoords en (vanaf ca. 700) het Oudnoords. Rond 1350, nadat een groot deel van de Noorse bevolking aan een pestepidemie was bezweken, ontwikkelde zich een aparte Noorse taal, het Middelnoors. Deze taal ging in ca. 1525 over in modern Noors.
Het runenschrift werd gebruikt als schrijftaal tot in de middeleeuwen, toen het geleidelijk werd vervangen door het Latijnse schrift.
In 1397 raakte Noorwegen zijn status als zelfstandig koninkrijk kwijt, en in 1536 werd Noorwegen een provincie van Denemarken. Het Deens werd de schrijftaal, de taal van de middenklasse, de ambtenarij, school en kerk. De Noorse taal handhaafde zich echter in de dialecten van het platteland. Vooral in West-Noorwegen behield het Noors zijn eigen karakter.
Nadat Noorwegen in 1814 onafhankelijk werd, ontwikkelden de twee aparte schrijftalen zich in de loop van de 19e eeuw. Het Riksmål ("rijkstaal"), later Bokmål ("boekentaal") genoemd, was gebaseerd op de "beschaafde", verdeenste uitspraak van de elite. Het Landsmål ("landtaal"), later Nynorsk ("nieuwnoors") genoemd, was gebaseerd op de dialecten van West-Noorwegen.
Er ontstond een beweging die één gezamenlijke Noorse taal, het Samnorsk, nastreefde, maar die beweging heeft nooit veel aanhangers gehad. Wel ondergingen beide schrijftalen veel spellingwijzigingen om ze dichter bij elkaar te brengen. De Noren hebben zich er voorlopig bij neergelegd dat er twee Noorse standaardtalen naast elkaar bestaan.

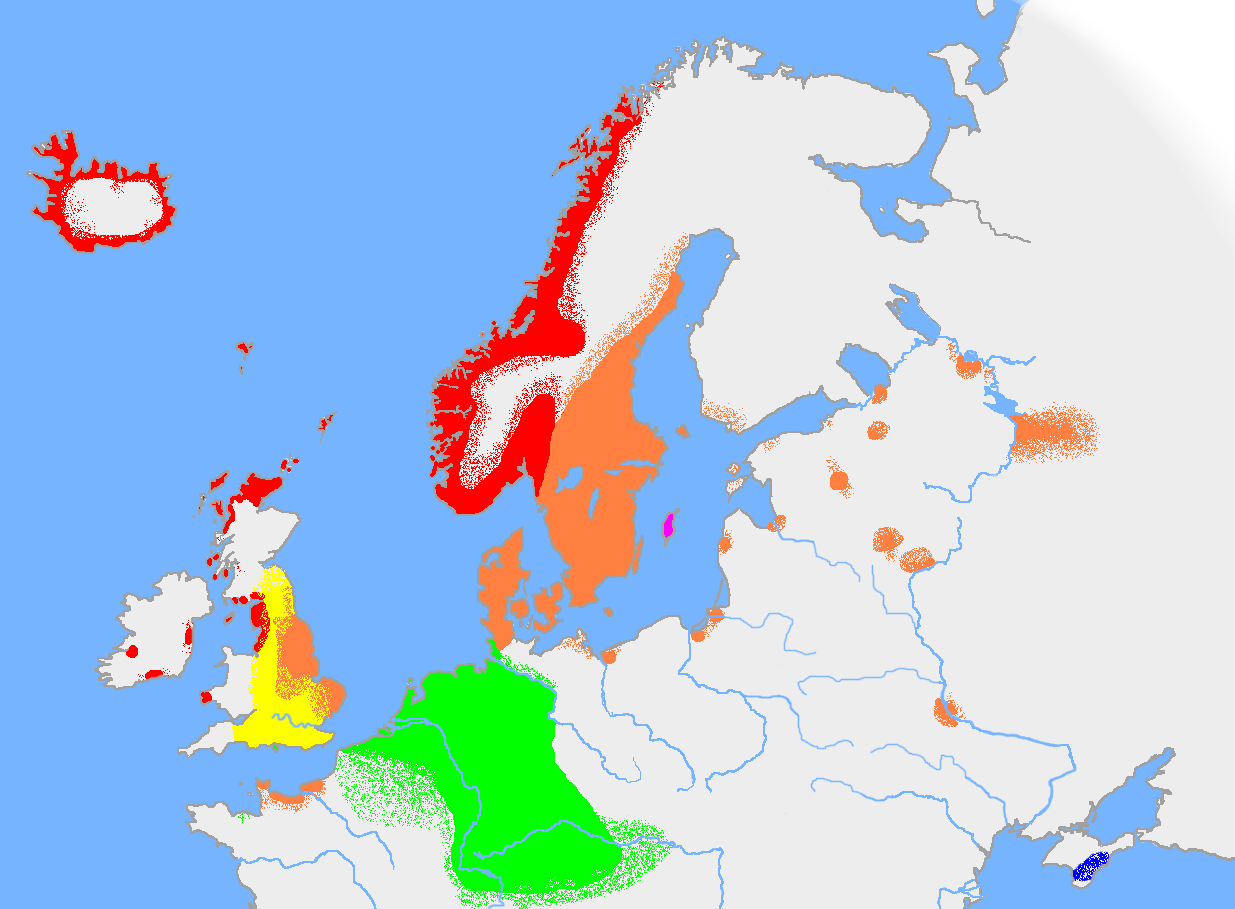
Verspreiding van het Oudnoords rond het jaar 900. In het rood gekleurde gebied werd het westelijk dialect gesproken, dat zich later ontwikkelde tot Noors, IJslands en Faeröers.
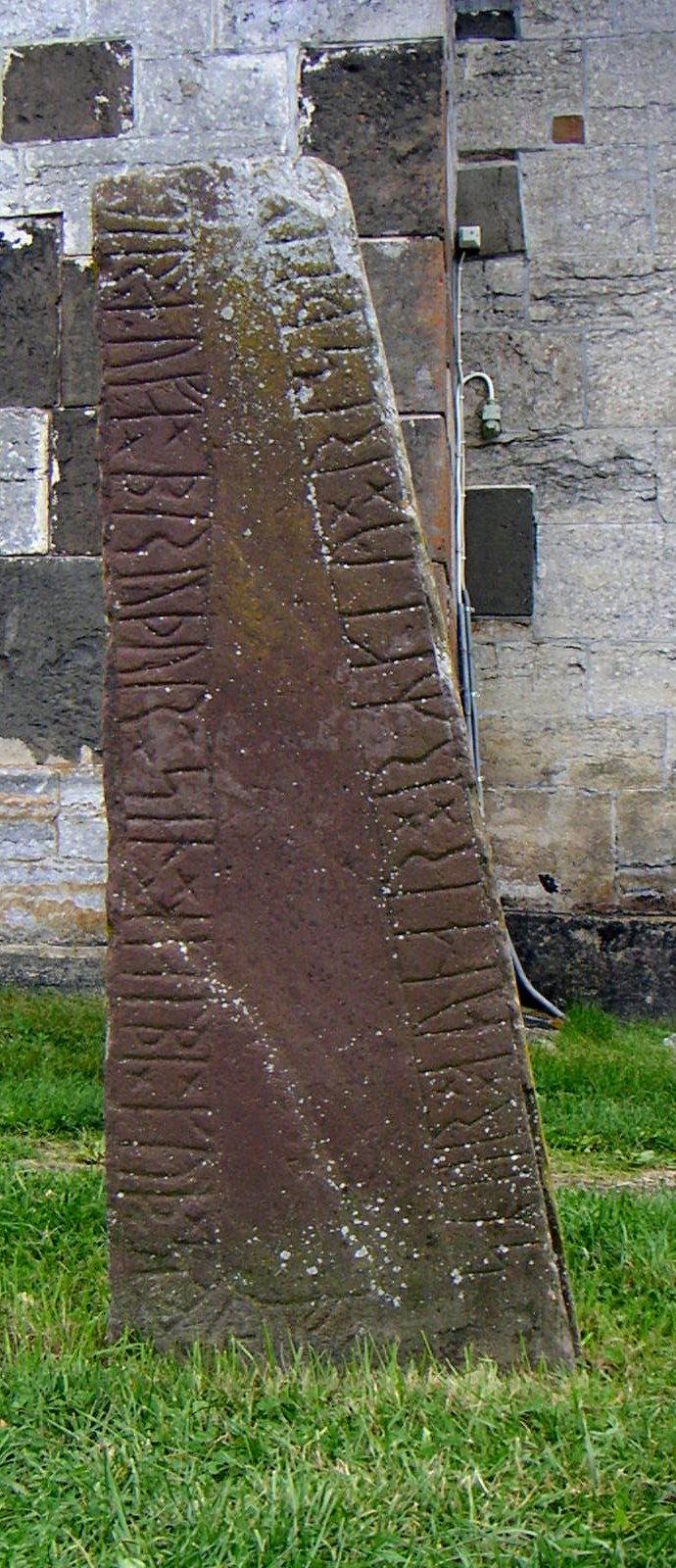
Runensteen in een kerkhof in Gran (Oppland) in Noorwegen. Het runenschrift werd gebruikt tot in de middeleeuwen.
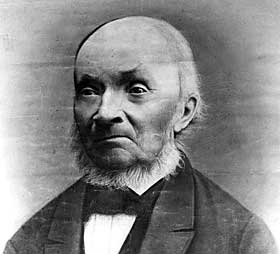
Dichter en taalkundige Ivar Aasen stelde in de 19e eeuw de Noorse schrijftaal Nynorsk samen. De taal was gebaseerd op de dialecten van West-Noorwegen.

## Prosodie
Kenmerkend voor het Noors is de prosodie: het is een toontaal. Er bestaan twee verschillende tonen, en deze kunnen betekenisonderscheidend zijn. Bijvoorbeeld: het verschil tussen bønder ("boeren") en bønner ("bonen" of "gebeden", afhankelijk van de context) is nauwelijks hoorbaar, op de toon of liever het accent na. Oftewel: beide woorden spreek je uit als beuner/bunner Dit komt doordat het Noors zogeheten 'stille' letters kent. De d is stil als deze na de l, n of r komt. Hierdoor klinkt kald (koud) als kal, Trondheim als Tronheim. De g is stil als deze voor de j komt (gjøre (doen) wordt uitgesproken als jøre) of in bijvoeglijk naamwoorden die eindigen op -ig (hyggelig (leuk, gezellig) wordt uitgesproken als hygeli). De h is stil als deze voor de j of v komt; hjelpe (helpen) klinkt als jelpe, hvor (waar (vraagwoord)) klinkt als woer. De t is stil in het veelgebruikte woord det (het, dat) en ook bij de bepaalde vorm enkelvoud van een onzijdig zelfstandig naamwoord, zoals het geval is bij bijvoorbeeld flyet (vliegtuig).

## Noors en Nederlands

### Leenwoorden
Het Noors kent aardig wat Nederlandse leenwoorden. Een twintigtal voorbeelden, die zowel voor het Bokmål als het Nynorsk gelden, zijn:
| Noors    | Nederlands              |
| -------- | ----------------------- |
| appelsin | appelsien (sinaasappel) |
| bavian   | baviaan                 |
| blomkål  | bloemkool               |
| børs     | beurs                   |
| fartøy   | vaartuig                |
| flau     | flauw                   |
| hai      | haai                    |
| herkomst | herkomst                |
| jakt     | jacht                   |
| kalkun   | kalkoen                 |
| kjetting | ketting                 |
| knop     | knoop                   |
| lekkasje | lekkage                 |
| overflod | overvloed               |
| passat   | passaat                 |
| skøyte   | schaats                 |
| slitasje | slijtage                |
| slupp    | sloep                   |
| snop     | snoep                   |
| utkikk   | uitkijk                 |

### Werkwoorden
Ook op gebied van werkwoorden lijkt het Noors regelmatig sterk op het Nederlands. De volgende voorbeelden komen uit het Nederlands dan wel historische varianten van het Duits.
| Noors    | Nederlands  | Oorsprong                              |
| -------- | ----------- | -------------------------------------- |
| beskrive | beschrijven | Uit het Middelnederduits               |
| besøke   | bezoeken    | Uit het Middelnederduits               |
| heise    | hijsen      | Uit het Nederlands                     |
| kantre   | kenteren    | Uit het Nederlands                     |
| losse    | lossen      | Uit het Middelnederduits of Nederlands |
| overhale | overhalen   | Uit het Nederlands                     |
| redde    | redden      | Uit het Middelnederduits               |
| reise    | reizen      | Uit het Middelnederduits               |
| vaie     | waaien      | Uit het Nederlands                     |
| ville    | willen      | Uit het Oergermaans                    |